# Serrat del Conillera
El Serrat del Conillera és una muntanya de 808 metres que es troba al municipi de Querol, a la comarca de l'Alt Camp.